# 12975 Efremov
12975 Efremov (1973 SY5) là một tiểu hành tinh vành đai chính được phát hiện ngày 28 tháng 9 năm 1973 bởi N. S. Chernykh ở Đài vật lý thiên văn Crimean. Nó được đặt theo tên the Russian palaeontologist Ivan Yefremov.